# Carlos Calderón Jaramillo
Carlos Manuel Calderón Jaramillo (Cayambe, Cantón Cayambe, Pichincha, Ecuador; 2 de enero de 1959) es un exjugador y entrenador de fútbol ecuatoriano que jugó como defensa.

## Trayectoria

### Como futbolista
Calderón inició su carrera en el América de Quito a los 17 años. Posteriormente representó a Aucas, Filanbanco, Universidad Católica, Deportivo Cuenca, Macará y Rocafuerte. También jugó para la selección de Ecuador en la década de 1980.

### Como entrenador
Después de retirarse se convirtió en entrenador y llevó al Deportivo Saquisilí a la Serie B en 1999. Fue segundo entrenador en ESPOLI antes de ser nombrado entrenador del equipo para la temporada 2005, y llevó al club de regreso a la Serie A en el final de la campaña.
Después de ser despedido por el ESPOLI el 29 de mayo de 2006 se hizo cargo del Deportivo Quevedo en agosto. Luego regresó a ESPOLI para la temporada 2007 y se fue después de cuatro partidos y se hizo cargo de Liga de Loja en abril.
Por el resto de la temporada 2007, Calderón estuvo a cargo de Universidad Católica y Manta. El 4 de junio de 2008 fue presentado como entrenador de Aucas pero dimitió el 13 de septiembre.
El 16 de noviembre de 2009 regresó a la ESPOLI para la siguiente campaña. Fue despedido el 18 de febrero de 2011, y posteriormente trabajó durante un breve período en el Deportivo Azogues.
Calderón fue nombrado al frente de Olmedo el 7 de diciembre de 2011, pero renunció el 12 de febrero siguiente. Diez días después regresó a la ESPOLI pero optó por irse al final de la temporada.
El 24 de diciembre de 2013 regresó a la ESPOLI una vez más. Se fue y asumió la Universidad Técnica de Cotopaxi antes de ser nombrado encargado del Técnico Universitario el 8 de diciembre de 2014.
Calderón renunció a Técnico el 25 de mayo de 2015,  y permaneció sin club durante casi seis años antes de ser nombrado entrenador del Deportivo Quito el 7 de junio de 2021. Se fue al final de la temporada luego de no clasificarse para el Etapas finales de Segunda Categoría.
El 20 de mayo de 2022, Calderón regresó a la máxima categoría tras ser nombrado técnico de Cumbayá. Fue despedido del club el 6 de septiembre.

## Clubes
| Club                  | País    | Año       |
| --------------------- | ------- | --------- |
| Deportivo Saquisilí   | Ecuador | 1999      |
| ESPOLI (asistente)    | Ecuador | 2002-2004 |
| ESPOLÍ                | Ecuador | 2005-2006 |
| Deportivo Quevedo     | Ecuador | 2006      |
| ESPOLÍ                | Ecuador | 2007      |
| Liga de Loja          | Ecuador | 2007      |
| Universidad Católica  | Ecuador | 2007      |
| Manta                 | Ecuador | 2007      |
| Aucas                 | Ecuador | 2008      |
| ESPOLÍ                | Ecuador | 2010-2011 |
| Deportivo Azogues     | Ecuador | 2011      |
| Olmedo                | Ecuador | 2012      |
| ESPOLÍ                | Ecuador | 2012-2014 |
| UT Cotopaxi           | Ecuador | 2014      |
| Técnico Universitario | Ecuador | 2015      |
| Deportivo Quito       | Ecuador | 2021      |
| Cumbayá               | Ecuador | 2022      |